# Inspektorat Wewnętrzny Straży Granicznej
Inspektorat Wewnętrzny Straży Granicznej nr VI – jednostka organizacyjna Straży Granicznej.

## Formowanie i zmiany organizacyjne
Rozporządzeniem Prezydenta Rzeczypospolitej Polskiej Ignacego Mościckiego z 22 marca 1928 roku, do ochrony północnej, zachodniej i południowej granicy państwa, a w szczególności do ich ochrony celnej, powoływano z dniem 2 kwietnia 1928 roku Straż Graniczną.
Rozkazem nr 3 z 14 maja 1929 roku w sprawie utworzenia Inspektoratu Wewnętrznego komendant Straży Granicznej płk Jan Jur-Gorzechowski utworzył Inspektorat Wewnętrzny Straży Granicznej.
20 grudnia 1929 roku weszło w życie zarządzenie Ministra Skarbu z 4 grudnia 1929 roku wydane wspólnie z Ministrem Spraw Wojskowych w sprawie utworzenia Inspektoratu Okręgowego Nr VI Straży Granicznej. Kierownik Ministerstwa Skarbu Ignacy Matuszewski ustanowił Inspektorat Okręgowy Nr VI Straży Granicznej z siedzibą w Warszawie. Terytorialny zakres działania Inspektoratu rozciągał się na obszar całego Państwa, z wyjątkiem pasa granicznego oraz powiatów, sąsiadujących z pasem granicznym, na terenie których rozlokowane były dowództwa brygad i półbrygad Korpusu Ochrony Pogranicza. Inspektoratowi podlegały komisariaty wewnętrzne Straży Granicznej, których liczbę, siedzibę i terytorialny zakres działania ustalał Minister Skarbu. Kierownik Inspektoratu podlegał bezpośrednio komendantowi Straży Granicznej. Zadaniem Inspektoratu było ściganie przestępstw celno-skarbowych przy zachowaniu przepisów ustawy karnej skarbowej z 2 sierpnia 1926 roku, a także przepisów i rozporządzeń wydanych na podstawie ustawy z 14 grudnia 1923 roku o uprawnieniach organów wykonawczych władz skarbowych.
Rozkazem nr 7 z 23 października 1931 roku w sprawach organizacyjnych i etatowych, w związku z zarządzeniem Ministra Skarbu z 22 października 1930 roku znoszącym Inspektorat Okręgowy Nr VI, komendant Straży Granicznej płk Jan Jur-Gorzechowski zarządził likwidację Inspektoratu Okręgowego Nr VI z dniem 3 listopada 1930 roku. Zniósł komisariat „Warszawa”, a powołał Egzekutywę Oddziału II Komendy Straży Granicznej z przydziałem etatowym, ewidencyjnym i gospodarczym do Komendy Straży Granicznej. Komisariaty wewnętrzne zachowały swój terytorialny zakres działania. Komisariat Lwów przydzielono pod względem służbowym bezpośrednio do Małopolskiego Okręgu Straży Granicznej; etatowo, ewidencyjnie i gospodarczo do Inspektoratu Granicznego Stryj.

## Struktura organizacyjna
Organizacja inspektoratu w maju 1929:
- sztab – Warszawa
- komisariat Wewnętrzny Straży Granicznej nr 1 „Warszawa”
- komisariat Wewnętrzny Straży Granicznej nr 2 „Łódź”
- komisariat Wewnętrzny Straży Granicznej nr 3 „Kraków”
- komisariat Wewnętrzny Straży Granicznej nr 4 „Lwów”
- komisariat Wewnętrzny Straży Granicznej nr 5 „Białystok”

## Obsada personalna
Obsada personalna inspektoratu w maju 1929:
- Kierownik – insp. Jan Zięba
- adiutant – vacat
- oficer informacyjny – kom. Stanisław Matera
- kwatermistrz – kom. Wiktor Skrzypek
- płatnik – vacat